# Elliot (pera)
Elliot® es el nombre de una variedad cultivar de pera europea Pyrus communis. Esta pera oriunda de California, Estados Unidos se crio en la Universidad de California en Davis por J. Bouma, conseguida en la década de 1980, y registrada a principios de la década de 1990 como variedad club para su cultivo comercial. Proviene del cruce de 'Elliot4' x 'Vermont Beauty'. Las frutas tienen carne de color blanca-amarilla, pulpa con textura de grano fino, mantecosa y jugosa, con un sabor aromático y equilibrado.

## Sinonimia
- "Séléna®" pera de cultivo Bio en Francia y variedad club.[4][5]

## Historia
El Dr. Harvey E. Thomas, fitopatólogo de la Universidad de California en Berkeley, descubrió el "Elliot No. 4" como chupón de portainjerto en el "rancho Elliot" en el delta del río Sacramento. A principios de la década de 1930, una planta injertada de "Elliot No. 4" fue entregado al Dr. Luther D. Davis, miembro de la facultad del Departamento de Pomología de la Universidad de California.
La pera Elliot® es oriunda de California, Estados Unidos se crio en la Universidad de California en Davis, conseguida en la década de 1980, cuyo objetivo era la creación de una nueva variedad de pera resistente al "fuego bacteriano" (Erwinia amylovora). Proviene del cruce de 'Elliot4' como Parental-Madre, polinizada con el polen de 'Vermont Beauty' como Parental-Padre. La variedad actual que ha sido nombrada "Elliot" fue reproducida asexualmente en 1982 mediante injerto superior en plántulas de pera compatibles.
El viverista francés Benoit Escande, a principios de los década de 1990, compró los derechos de multiplicación para esta variedad y ha introducido Elliot en las distintas estaciones experimentales de toda Europa. Para su cultivo comercial Benoit Escande proporciona los derechos de producción y explotación protegidos (Variedad club).
'Elliot®' es una variedad de ámbito comercial clasificada como de mesa, está cultivada en Francia y la Unión Europea como una marca 'Elliot®' de cultivo normalizado. En 2010, se inició el desarrollo de Séléna como variedad de cultivo ecológico Bio en Francia "Séléna®" con las reglas de variedad club en los diferentes países de cultivo.

## Características
El peral de la variedad 'Elliot' crece con fuerza, formando una copa estrecha con numerosos brotes. Tiene un tiempo de floración con flores blancas que comienza a partir del mes de abril; empieza a dar fruto temprano y da fruto abundante y anual; variedad atractiva y fértil, variedad de invierno recomendada en las áreas de cultivo de la pera con los climas más calurosos. No crece bien en injerto con el membrillo y por tanto requiere un uso de un intermediario. Necesita poco aclareo, el árbol se autorregula.
La variedad de pera 'Elliot' tiene una talla de fruto de gran calibre (promedio 190-260 g); forma cónica alargada, turbinada alargada, en forma de botella, con cuello poco acentuado asimétrico, contorno más bien regular, nervaduras ausentes; piel áspera, semi brillante, epidermis con color de fondo amarillo verdoso cuando madura a amarillo claro, con un sobre color un ligero rubor rosado de la epidermis sobre todo en el lado expuesto al sol, exhibe un punteado abundante de lenticelas visibles, ruginoso-"russeting" (pardeamiento áspero superficial que presentan algunas variedades) medio a fuerte (75-90%); pedúnculo largo y de calibre robusto, de color marrón oscuro, de inserción oblicua en una cavidad peduncular inexistente, con un abultamiento lateral donde se une al pedúnculo; anchura de la cavidad calicina pequeña y poco profunda, a veces moderadamente profunda, y con un borde elevado; ojo entreabierto o abierto. Sépalos largos, cerrados o semicerrados, ligeramente carnosos en su base. Carne de color blanca-amarilla, pulpa con textura de grano fino, mantecosa y jugosa, con un sabor aromático y equilibrado. Una pera muy buena para postre. El contenido en azúcares se halla por encima de los 16ºbrix.

La pera 'Elliot' tiene una época de recolección a principios de septiembre, tras pasar por cámara, todos los frutos adquieren el mismo aspecto bronceado homogéneo. Tiene larga vida post cosecha, que permite almacenarla en buen estado  hasta el mes de abril en cámaras frigoríficas y una vez fuera de la cadena de frío, también presenta una muy buena conservación durante días.

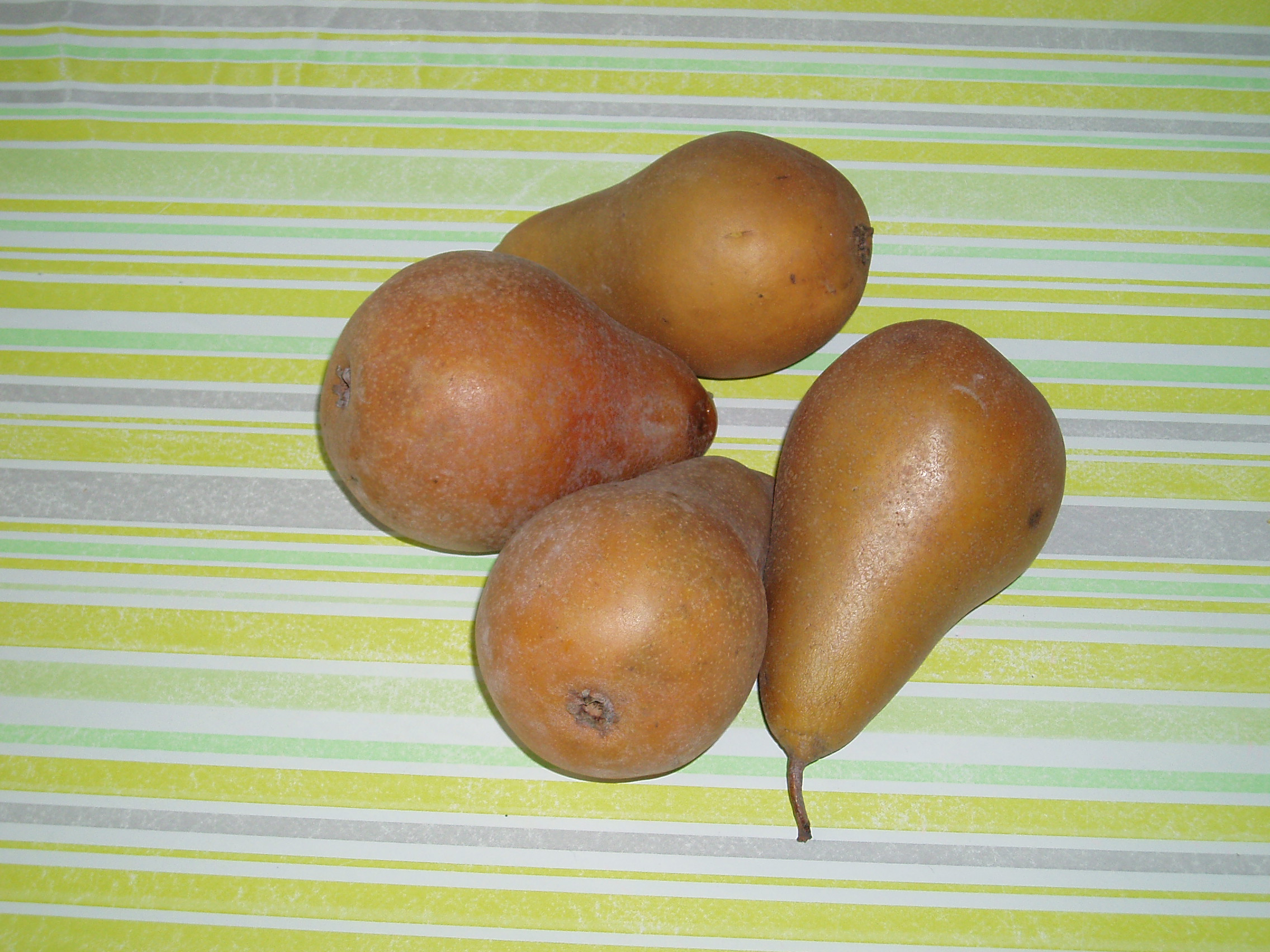
La pera de cultivo ecológico Bio, variedad club 'Séléna®'.

## Cultivo
Es resistente a la enfermedad de fuego bacteriano). No es resistente al moteado, aunque es muy poco sensible, que con un tratamiento mínimo, esta enfermedad puede ser controlable. Por su adaptabilidad a los climas más calurosos, se cultiva con buenos resultados en el sur de Francia y en España, sobre todo las zonas de Gerona y Lérida se obtienen muy buenas producciones, con magníficas cosechas cada año.
Entre sus ventajas presenta fruta atractiva, resistencia a enfermedades, fruta fértil y de buena calidad, apta para almacenamiento prolongado.

## Polinización
Esta variedad es semi fértil (es buen polinizador de otros árboles pero para sí mismo necesita de otros árboles sean polinizadores), su producción se verá favorecida por la presencia de variedades polinizadoras como: 'Doyenné du Comice', 'Williams' Bon Chretien', entre otros muchos.